# WWE Draft (2007)
WWE Draft 2007 fue la tercera edición del Draft que se basó en un especial de tres horas, en el cual las superestrellas de RAW, SmackDown! y ECW peleaban entre sí y el ganador le daba un cupo en el Draft a la marca que representaba al azar por medio de la pantalla titánica de RAW.
En la primera parte del Draft hubo ocho luchas normales y una Battle Royal que le daba al ganador dos cupos en el Draft.
La segunda parte fue transmitida por WWE.com.
En este Draft el Campeón Mundial de la ECW Bobby Lashley fue transferido de ECW a RAW, pero se dejó vacante el Campeonato Mundial de la ECW debido a que la marca se quedaría sin campeonato. Este sistema se repitió en el Draft 2008.

## Draft televisado

### Resultados
- Edge derrotó a John Cena.
  - Edge ganó cuando Cena no subió al ring antes de la cuenta de 10.
  - Como resultado, SmackDown! ganó un cupo en el Draft.
- CM Punk derrotó a Carlito.
  - Punk cubrió a Carlito después de un "Go To Sleep".
  - Como resultado, ECW ganó un cupo en el Draft.
- Umaga derrotó a Balls Mahoney.
  - Umaga cubrió a Mahoney después de un "Samoan Spike".
  - Como resultado, RAW ganó un cupo en el Draft.
- Bobby Lashley derrotó a Chris Benoit.
  - Lashley cubrió a Benoit después de un "Powerslam".
  - Como resultado, ECW ganó un cupo en el Draft.
- Montel Vontavious Porter derrotó a Santino Marella.
  - Porter cubrió a Marella después de un "Playmaker".
  - Como resultado, SmackDown! ganó un cupo en el Draft.
- The Miz derrotó a Snitsky.
  - The Miz ganó por descalificación después de que Snitsky ignorara al árbitro y lo siguiera golpeando después de la lucha.
  - Inicialmente, Snitsky ganó la lucha pero siguió atacando a The Miz ignorando al árbitro y este revirtió la decisión .
  - Como resultado, SmackDown! ganó un cupo en el Draft.
- Candice Michelle derrotó a Kristal Marshall.
  - Candice cubrió a Kristal después de un "Sugar Rush".
  - Como resultado, RAW ganó un cupo en el Draft.
- Batista derrotó a Jeff Hardy y Elijah Burke.
  - Batista cubrió a Burke después de un "Batista Bomb".
  - Como resultado, SmackDown! ganó un cupo en el Draft.
- Team RAW (Johnny Nitro, Kenny Dykstra, Viscera, Eugene & Randy Orton derrotó a Team SmackDown! (Matt Hardy, William Regal, Chavo Guerrero, Mark Henry & Chris Masters) y Team ECW (The New Breed (Kevin Thorn, Matt Striker & Marcus Cor Von) & The ECW Originals (Tommy Dreamer & The Sandman) en una Tri-Branded 15-Man Battle Royal Match.
  - RAW ganó la lucha cuando Orton eliminó a Hardy.
  - Como resultado, RAW ganó un cupo en el Draft.

### Transferencias
| Elección N.º | Hacia      | Luchador        | Desde      | Nota                                            |
| ------------ | ---------- | --------------- | ---------- | ----------------------------------------------- |
| 1            | SmackDown! | The Great Khali | Raw        | Su mánager Ranjin Singh fue elegido junto a él  |
| 2            | ECW        | The Boogeyman   | SmackDown! |                                                 |
| 3            | Raw        | King Booker     | SmackDown! | Su pareja Queen Sharmell fue elegida junto a él |
| 4            | ECW        | Chris Benoit    | SmackDown! |                                                 |
| 5            | SmackDown! | Torrie Wilson   | Raw        |                                                 |
| 6            | SmackDown! | Chris Masters   | Raw        |                                                 |
| 7            | Raw        | Bobby Lashley   | ECW        | Campeón de la ECW                               |
| 8            | SmackDown! | Ric Flair       | Raw        |                                                 |
| 9            | Raw        | Snitsky         | ECW        |                                                 |
| 10           | Raw        | Mr. Kennedy     | SmackDown! |                                                 |

## Draft Suplementario
| Elección N.º | Hacia      | Luchador                       | Desde      | Nota                   |
| ------------ | ---------- | ------------------------------ | ---------- | ---------------------- |
| 11           | Raw        | Paul London and Brian Kendrick | SmackDown! | Elegidos como tag team |
| 12           | SmackDown! | Kenny Dykstra                  | Raw        |                        |
| 13           | ECW        | Viscera                        | Raw        |                        |
| 14           | Raw        | The sandman                    | ECW        |                        |
| 15           | SmackDown! | Hardcore Holly                 | ECW        |                        |
| 16           | ECW        | The Miz                        | SmackDown! |                        |
| 17           | Raw        | Daivari                        | SmackDown! |                        |
| 18           | SmackDown! | Bret Major and Brian Major     | ECW        | Elegidos como tag team |
| 19           | Raw        | William Regal                  | SmackDown! |                        |
| 20           | SmackDown! | Victoria                       | Raw        |                        |
| 21           | Raw        | Jillian                        | SmackDown! |                        |
| 22           | SmackDown! | Eugene                         | Raw        |                        |
| 23           | ECW        | Johnny Nitro                   | Raw        |                        |

- Luego de que Viscera fuera transferido a ECW se cambió el nombre a Big Daddy V.
- Hardcore Holly tenía una lesión cuando fue transferido a SmackDown! y regresó a RAW.
- Johnny Nitro después de ganar el Campeonato de la ECW en Vengeance semanas después se cambió el nombre a John Morrison.

## Campeonatos
Al final del show, los títulos quedaron distribuidos de la siguiente manera:

### RAW
- Campeonato de la WWE.
- Campeonato Intercontinental de la WWE.
- Campeonato Mundial en Parejas de la WWE.
- Campeonato de Mujeres de la WWE. (disponible para las 3 marcas)

### SmackDown!
- Campeonato Mundial Peso Pesado de la WWE.
- Campeonato de los Estados Unidos de la WWE.
- Campeonato Peso Crucero de la WWE.
- Campeonato en Parejas de la WWE.

### ECW
Campeonato de la ECW. (vacante por decisión de Jonathan Coachman, porque el título no podía defenderse en RAW, a donde fue transferido Bobby Lashley)